# Nagydobsza
Nagydobsza es un pueblo ubicado en el distrito de Szigetvár, en el condado de Baranya, Hungría.

## Superficie
Posee una superficie de 13,23 kilómetros cuadrados.

## Demografía
Hasta 2019 la población era de 601 habitantes, con una densidad de población de 45,43 habitantes por kilómetro cuadrado.